# Agroeca pratensis
Agroeca pratensis är en spindelart som beskrevs av James Henry Emerton 1890. Agroeca pratensis ingår i släktet Agroeca och familjen månspindlar. Inga underarter finns listade i Catalogue of Life.